# 華高
華高（1313年—1371年），南直隶和州直隶州含山县人，明朝军事将领。
其早年与俞通海等人率领巢湖水師归顺朱元璋，后随军攻破太平，后攻破採石、方山、集慶、鎮江，升任秦淮翼元帥。与鄧愈进攻广德，并攻破。后攻破常州，任僉行樞密院事。后击败陳友諒，援助長興、攻破武昌、淮东等地，升任行省平章政事。洪武三年封廣德侯。后由于生病，死于瓊州。贈巢國公，諡武庄。